# فدریکا موگرینی

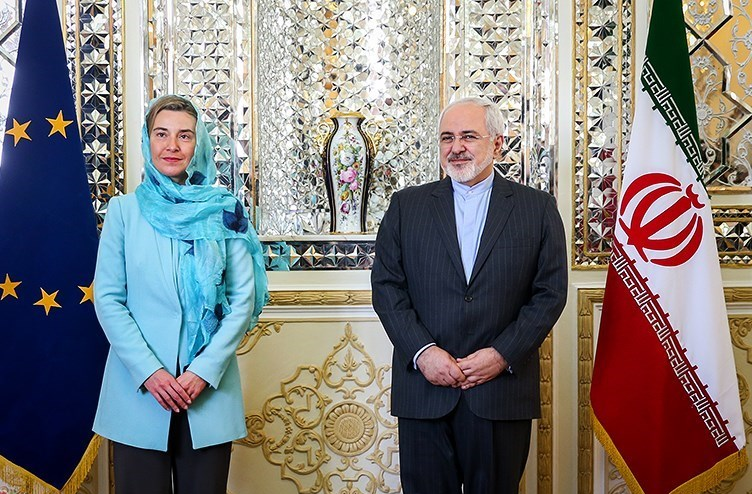
موگرینی و جواد ظریف در تهران

فدریکا موگرینی (به ایتالیایی: Federica Mogherini) (زادهٔ ۱۶ ژوئن ۱۹۷۳) سیاستمدار ایتالیایی از حزب دموکراتیک ایتالیا و نماینده عالی اتحادیه اروپا در سیاست خارجی و امور امنیتی و وزیر امور خارجه سابق ایتالیاست.
از فدریکا موگرینی به عنوان یک «سیاستمدار نمونه‌وار چپ میانه برای نسل خودش» یاد می‌شود که در دهه ۱۹۹۰ با نژادپرستی، بیگانه‌هراسی و آپارتاید مبارزه می‌کرده‌است و اکنون عقاید چپ رادیکال خود را کنار گذاشته‌است.

## زندگی
موگرینی تحصیلات فوق‌لیسانس خود را در رشته فلسفه سیاسی در دانشگاه ساپینزا رم گذرانده و عنوان پایان‌نامه او «رابطه سیاست و دیانت در اسلام» بوده‌است.
او در ۱۵ سالگی عضو شاخه جوانان حزب کمونیست ایتالیا شد. او در سال ۲۰۰۱ عضو شورای ملی حزب دمکرات‌های چپ شد و در دفتر روابط خارجی این حزبِ سوسیال دمکرات فعالیت کرده و در مسائل مربوط به فرایندهای صلح خاورمیانه و ارتباط با احزاب سوسیالیستی اروپا و آمریکا فعال بود. با تأسیس حزب دمکراتیک ایتالیا در سال ۲۰۰۷ موگرینی در دفتر رئیس حزب والتر ولترونی مشغول به کار شد و در سال ۲۰۰۸ به عنوان نماینده پارلمان ایتالیا برگزیده شد. وی در فوریه ۲۰۱۳ به عنوان وزیر امور خارجه در کابینه ماتئو رنتسی انتخاب شد و از سال ۲۰۱۴ نماینده عالی اتحادیه اروپا در سیاست خارجی و امور امنیتی شد. موگرینی به عنوان نماینده اتحادیه اروپا در مذاکرات هسته‌ای با ایران که به انعقاد تفاهم هسته‌ای لوزان و برنامه جامع اقدام مشترک میان ایران و گروه پنج به‌علاوه یک منجر شد، حضور داشت.

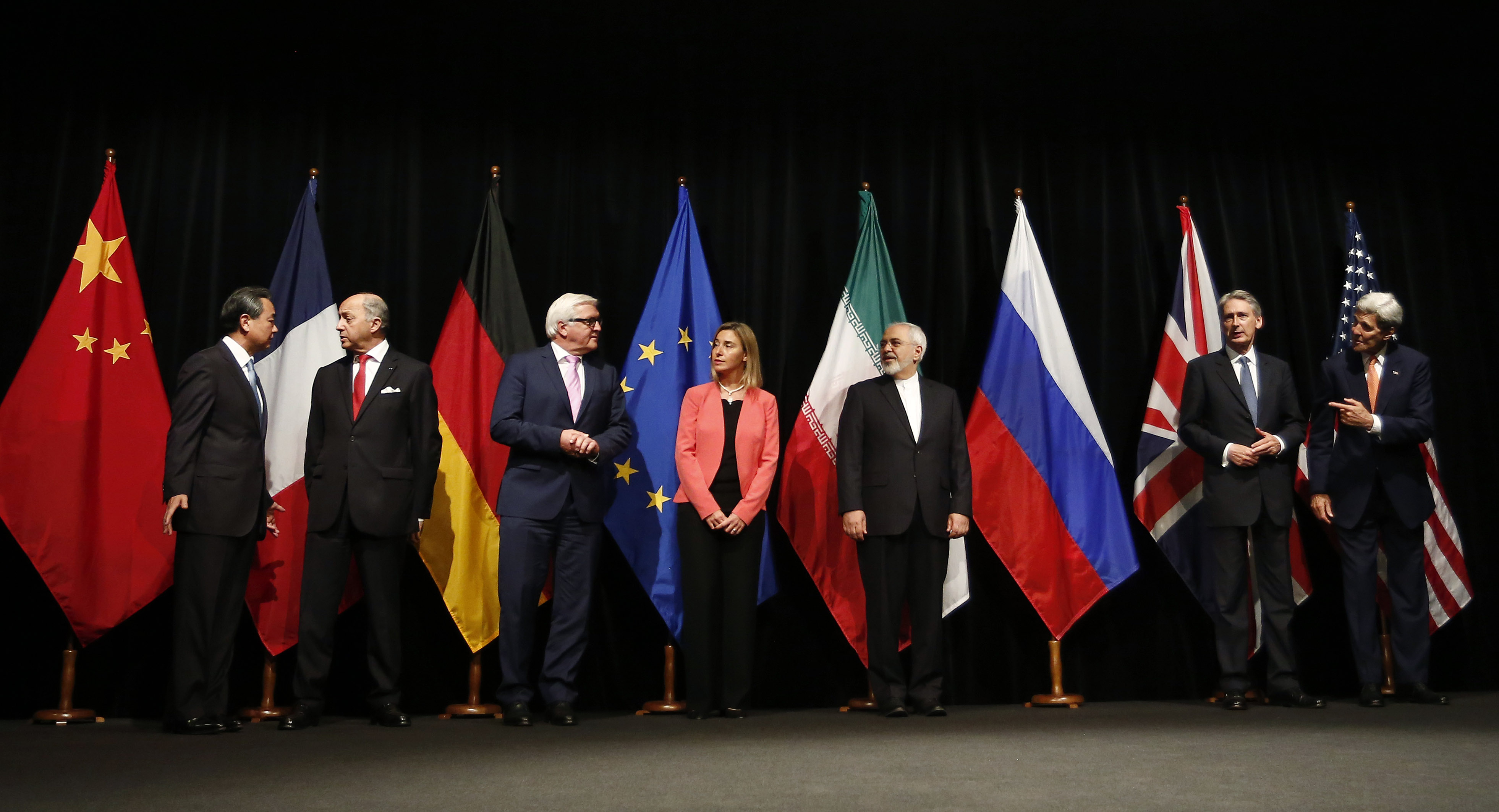
از راست به چپ جان کری، فیلیپ هموند، محمدجواد ظریف، فدریکا موگرینی، فرانک والتر اشتاین‌مایر، لوران فابیوس و وانگ یی پیش از قرائت برجام

## انتقاد‌ها
او مخالف تحریم روسیه بوده و از سوی برخی مقامات اروپایی به طرفداری از مسکو متهم شده‌است.

## نگارخانه

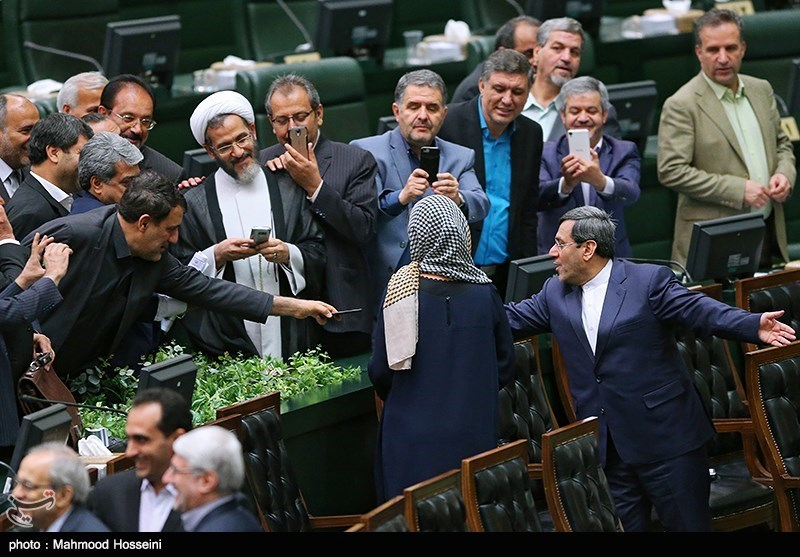
سلفی گرفتن نمایندگان مجلس شورای اسلامی با موگرینی
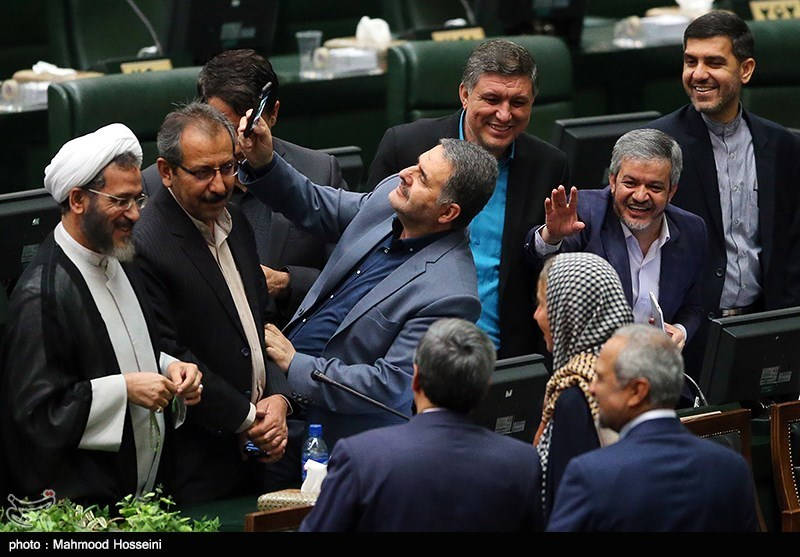
سلفی گرفتن نمایندگان مجلس شورای اسلامی با موگرینی
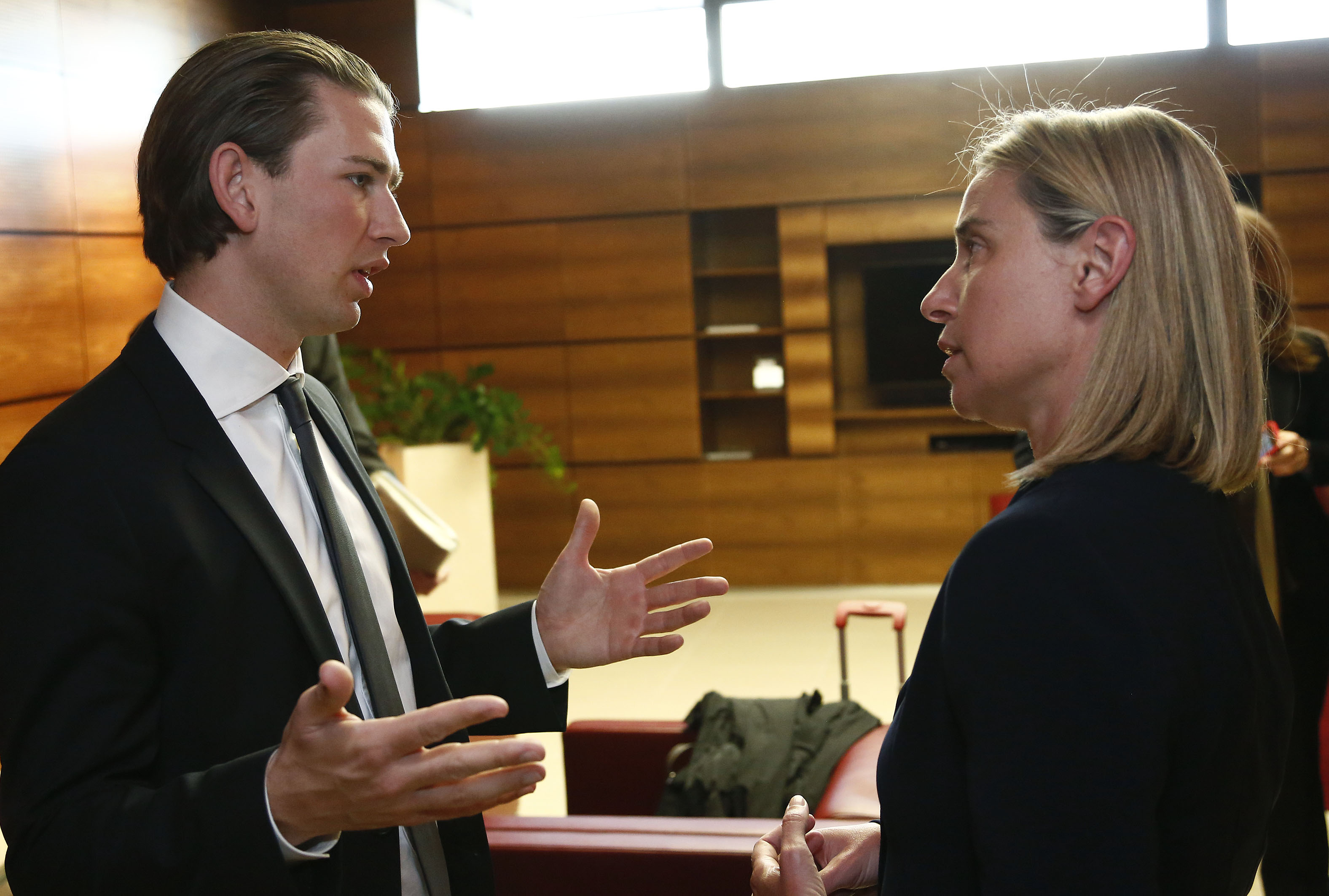
دیدار با زباستیان کورتس وزیر خارجه اتریش.
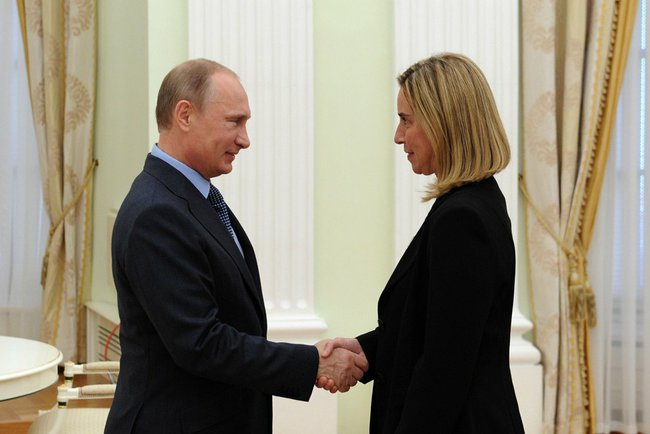
دیدار با ولادیمیر پوتین رئیس جمهور روسیه.
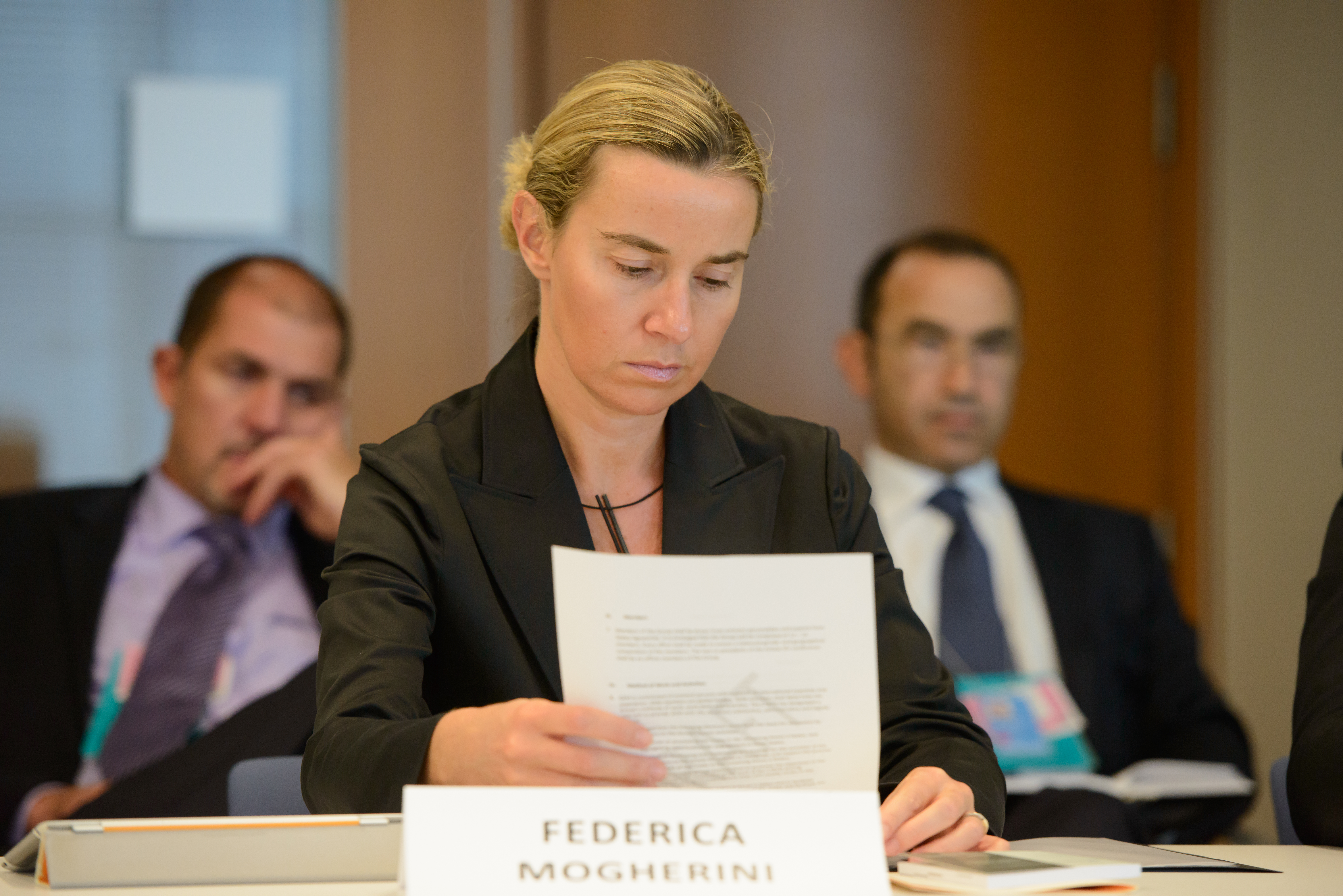
نمایندگی ایتالیا در مجمع پارلمانی ناتو